# اندیس کربنات کلسیم مکسان
کربنات کلسیم مکسان یک اندیس غیرفلزی است که در حوالی شهر مکسان استان سیستان و بلوچستان قرار دارد و مادهٔ معدنی موجود در آن، کلسیت است.سنگ میزبان این اندیس سنگ آهک است و دیرینگی آن به دوران پالئوزوئیک می‌رسد. 